# Šentandraž v Labotski dolini
Šentandraž v Labotski dolini, redko tudi Šentandraž v Lavantinski dolini in Šentandraž v Labotu [v lábotu], (nemško Sankt Andrä), je naselje s približno 1.300 prebivalci v okraju Volšperk na avstrijskem Koroškem in sedež istoimenske občine z okoli 10.000 prebivalci. 
Tu je bil v obdobju 1228-1859 sedež Lavantinske škofije, katere naslednica je današnja Mariborska nadškofija.

## Geografija
Občina pokriva del Spodnje Labotske doline, kjer živi večina prebivalstva. Dolina je posuta z raztresenimi naselji v strmem vzhodnem pobočju Saualp in je redko poseljena na zahodnem pobočju Koralp. Naselje Šentandraž leži na griču, približno 30 m nad dolino.
Leta 1850 so bila ustanovljena avstrijska okrožja po vzoru katastra iz leta 1817. V letih 1850-1875 so neodvisne občine Višerce (Fischering), Gamerštorf (Gemmersdorf) in Ajtveg (Eitweg) prišle pod mesto Šentandraž. V obdobju do leta 1914 so se te spet ločile od Šentandraža. V obdobju po drugi svetovni vojni je bila občina Polling izdvojena iz Šentandraža, St.Marein in Višerce (Fischering) pa razdeljeni. Leta 1973 je bila izvedena velika reforma lokalnih skupnosti. Ustanovljen je bil velik okraj Šentandraž, ki je vseboval veliko nekdanjih sosednjih občin.
V letu 1999 je bilo v občini Šentandraž 510 kmetij, ki so obsegale 14.832 hektarjev. Med letoma 1995 in 1999 se je število kmetij zmanjšalo za 11,6%. Kmetje v dolini
večinoma pridelujejo koruzo ali rž. Nekaj je tudi gorskih samozadostnih kmetij v obliki »celkov«, ki se ukvarjajo z živinorejo in sadjarstvom.
| Velik okraj Šentandraž po reformah leta 1973 | Velik okraj Šentandraž po reformah leta 1973 | Velik okraj Šentandraž po reformah leta 1973 | Velik okraj Šentandraž po reformah leta 1973 | Velik okraj Šentandraž po reformah leta 1973 | Velik okraj Šentandraž po reformah leta 1973 | Velik okraj Šentandraž po reformah leta 1973 | Velik okraj Šentandraž po reformah leta 1973 | Velik okraj Šentandraž po reformah leta 1973 | Velik okraj Šentandraž po reformah leta 1973 | Velik okraj Šentandraž po reformah leta 1973 | Velik okraj Šentandraž po reformah leta 1973 |
| -------------------------------------------- | -------------------------------------------- | -------------------------------------------- | -------------------------------------------- | -------------------------------------------- | -------------------------------------------- | -------------------------------------------- | -------------------------------------------- | -------------------------------------------- | -------------------------------------------- | -------------------------------------------- | -------------------------------------------- |
| Nekdanja občina                              | Šentandraž (St. Andrä)                       | Višerce (Fischering)                         | Maria Rojach                                 | Ajtveg (Eitweg)                              | Schönweg                                     | Pustrica (Pustritz) (del)                    | Granitztal (manjši del)                      | Šentpavel (St. Paul) (manjši del)            | St. Stefan (manjši del)                      | St. Marein (manjši del)                      | St. Georgen                                  |
| Površina (v ha)                              | 726                                          | 1575                                         | 1505                                         | 2510                                         | 920                                          | 1355                                         | 832                                          | 692                                          | 137                                          | 793                                          | 312                                          |

Današnje območje obsega skupno 21 katastrskih občin (Šentandraž (St. Andrä), Ajtveg (Eitweg), Višerce (Fischering), Gamerštorf (Gemmersdorf), Kadunje (Goding), Jakle (Jakling), Kleinrojach, Kollegg, Mosern, Zgornji raj (Oberaigen), Polana (Pölling), Semiče (Schönweg), Teichbauer, Dachberg, Eisdorf, Framrach, Langegg, Lindhof, Paierdorf, Winkling, Lamm) s 64 naselji:
| Porazdelitev prebivalstva (stanje 31. oktober 2011) | Porazdelitev prebivalstva (stanje 31. oktober 2011) | Porazdelitev prebivalstva (stanje 31. oktober 2011) | Porazdelitev prebivalstva (stanje 31. oktober 2011) | Porazdelitev prebivalstva (stanje 31. oktober 2011) | Porazdelitev prebivalstva (stanje 31. oktober 2011) | Porazdelitev prebivalstva (stanje 31. oktober 2011) | Porazdelitev prebivalstva (stanje 31. oktober 2011) |
| Naselja preko 200 preb.                             | Naselja preko 200 preb.                             | Naselja preko 100 preb.                             | Naselja preko 100 preb.                             | Naselja preko 50 preb.                              | Naselja preko 50 preb.                              | Naselja pod 50 preb.                                | Naselja pod 50 preb.                                |
| --------------------------------------------------- | --------------------------------------------------- | --------------------------------------------------- | --------------------------------------------------- | --------------------------------------------------- | --------------------------------------------------- | --------------------------------------------------- | --------------------------------------------------- |
| Šentandraž (St. Andrä)                              | 1299                                                | Kleinrojach                                         | 198                                                 | Kienberg                                            | 98                                                  | Ragglach                                            | 49                                                  |
| Jakle (Jakling)                                     | 792                                                 | Mosern                                              | 180                                                 | Kolleg                                              | 94                                                  | Oberagsdorf                                         | 46                                                  |
| Gamerštorf (Gemmersdorf)                            | 700                                                 | Winkling-Nord                                       | 177                                                 | Mühldorf                                            | 94                                                  | Schönweg-Pustrica (Pustritz)                        | 46                                                  |
| Ajtveg (Eitweg)                                     | 682                                                 | Wölzing-Šentandraž (St. Andrä)                      | 173                                                 | Siebending                                          | 87                                                  | Ragglbach                                           | 45                                                  |
| Blaiken                                             | 530                                                 | Langegg                                             | 170                                                 | Kleinedling                                         | 82                                                  | Winkling-Süd                                        | 35                                                  |
| Wölzing-Višerce (Fischering)                        | 431                                                 | Oberpichling                                        | 168                                                 | Zellbach                                            | 82                                                  | Völking                                             | 34                                                  |
| Burgstall-Šentandraž (Sankt Andrä)                  | 410                                                 | Paierdorf                                           | 164                                                 | Dobje (Aich)                                        | 81                                                  | Mitterpichling                                      | 29                                                  |
| Magersdorf                                          | 408                                                 | Messensach                                          | 152                                                 | Unteragsdorf                                        | 79                                                  | Langgen                                             | 26                                                  |
| Maria Rojach                                        | 351                                                 | Kadunje (Goding)                                    | 148                                                 | Dachberg                                            | 75                                                  | Obereberndorf                                       | 26                                                  |
| Sankt Ulrich                                        | 260                                                 | Lindhof                                             | 147                                                 | Pichling                                            | 70                                                  | Oberaigen                                           | 23                                                  |
| Polana (Pölling)                                    | 214                                                 | Breg (Unterrain)                                    | 123                                                 | Šentjakob (St. Jakob)                               | 69                                                  | Schaßbach                                           | 23                                                  |
| Schönweg-Šentandraž (St.Andrä)                      | 214                                                 | Mettersdorf                                         | 117                                                 | Wimpassing                                          | 67                                                  | Gönitz                                              | 22                                                  |
|                                                     |                                                     | Lamm                                                | 113                                                 | Untereberndorf                                      | 65                                                  | Burgstall-Pölling                                   | 20                                                  |
|                                                     |                                                     | Framrach                                            | 103                                                 | Farrach                                             | 64                                                  | Pustrica (Pustritz)                                 | 14                                                  |
|                                                     |                                                     |                                                     |                                                     | Pirk                                                | 62                                                  | Höfern                                              | 13                                                  |
|                                                     |                                                     |                                                     |                                                     | Višerce (Fischering)                                | 54                                                  | Schobersberg                                        | 13                                                  |
|                                                     |                                                     |                                                     |                                                     | Eisdorf                                             | 52                                                  | Unteraigen                                          | 13                                                  |
|                                                     |                                                     |                                                     |                                                     | Hainsdorf                                           | 52                                                  | Reisberg                                            | 12                                                  |
|                                                     |                                                     |                                                     |                                                     |                                                     |                                                     | Streitberg                                          | 11                                                  |
|                                                     |                                                     |                                                     |                                                     |                                                     |                                                     | Tschrietes                                          | 1                                                   |

### Sosednje občine
Šentandraž meji na zahodu in severozahodu na občino Grebinj, ki spada v Okraj Velikovec (Völkermarkt) in leži v dolini Podjuna (Jauntal). Na severu leži Volšperk- središče okrožja, ki je pomemben regionalni center s približno 25.000 prebivalci. Na vzhodu in jugu v Labotski dolini ležijo občine Frantschach-Sveta Jedert (Sankt Gertraud,) Šentjurij v Labotski dolini in Šentpavel v Labotski dolini.

### Geologija
Okrožje Šentandraž se nahaja v različnih geoloških območjih. V dolini prevladuje predvsem prod in druge naplavine. Pogosti so konglomerati, školjke in drugi kamniti materiali. Na pobočjih Svinške planine (Saualpe) in Golice (Koralpe) se nahaja gnajs. Na Svinški planini obstajajo tudi velike površine, kjer prevladujejo metamorfne kamnine in kremenov filit. najdejo se tudi območja z marmorjem. V kraju Kalten Winkel v bližini vasi Ragglbach so ostanki rimskega kamnoloma marmorja. Na gorskih grebenih so bogati glineni nanosi, ki so jih izkopavali že od srednjega veka.

### Gore
Okrožje Šentandraž ima najvišji vrh visok 2140 m. Začne se na zahodu s Svinško planino in sega na vzhod do Golice (Großer Speikkogel). Med tema gorovjema so velike doline. Na pobočjih obeh gorovij so razpršene kmetije in manjša naselja s centrom okoli župnijske cerkve. Med razpršene poselitve na Svinški planini sodijo Kienberg in Kollegg. Vasi s središčem pa so Pölling, Schönweg und Lamm. Na Golici je razpršena poselitev le Goding.

### Reke
Glavna reka v Labotski dolini in teče tudi skozi Šentandraž je Labotnica. Labotnica je bila v 20. stoletju regulirana tako, da danes teče relativno ravno. Mestoma so bile nameščene pregrade za boljši nadzor pretoka vode, ki se lahko odprejo ali zaprejo. Pred to ureditvijo je Labotnica poplavljala in celotno območje je bilo zamočvirjeno. Labotnica se napaja iz številnih manjših potokov in rek. Ti potoki izvirajo bodisi na zahodu Svinške planine ali na vzhodu na Golici. Na Svinški planini so: Reisberger Bach, Woisbach, Pöllinger Bach, Lammerbach in Pustriški potok (Pustritzerbach). Na Golici so:  Reidebenerbach, Werdenbach (pri Mündungu Jaklinger Bach), Hahntrattenbach, Rojacher Bach in Ragglbach.

### Prebivalstvo
Po popisu prebivalstva iz leta 2001 ima občina Šentandraž 10.719 prebivalcev. Porazdelitev med žensko in moško populacijo v občini je skoraj uravnotežena s 49,9% moških in 50,1% žensk. 17,9% je mlajših od 15 let, 21,1% pa je starejših od 60 let. 97,8% prebivalstva so avstrijski državljani, tujcev skoraj ni: 0,4% jih je iz držav članic EU (EU-15). Prebivalstvo je z okoli 93,5% katoliško, 3,2% ni verno in 1,1% je protestantov. 97,9% prebivalcev ima za materni jezik nemščino, 0,2%, slovenščino, hrvaščino 0,6% in 0,4% turško.

## Zgodovina
Leta 860 je ime curtis ad Labantam (dvorec na Labotnici; nemško Hof an der Lavant) prvič zapisano v posesti nadškofije Salzburg. Dvorec je bil v tistem času glavna vas Labotske doline. Vodil ga je vicedom s sedežem v Brežah. Prva omemba župnijske cerkve sv. Andreja datira v leto 976. V dokumentu iz 12. stoletja so prvič zapisana tudi imena drugih naselij v bližini Šentandraža: Peirdorff (Paierdorf), Ober- in Niedergemondesdorff (Gemmersdorf), Meyingolosdorff (Magersdorf), Isachsdorff (Aggsdorf), Vramerich (Framrach), Itewic (Eitweg), Pirkelinger (Pirk), Sigmuntingen (Siebending) in Wimpozingen (Wimpassing).
V dokumentu iz leta 1234 je naselje Šentandraž prvič omenjeno kot trg. Leta 1289 je omenjen kot »civitas Lauentina« (mesto). Leta 1339 je vojvoda Albreht II. Nemški mesto utrdil z jarkom in mestnim obzidjem, katerega nekaj delov je mogoče videti še danes. Večkrat je razsajala kuga, ki je povzročila številne smrti. Leta 1417 je bilo mesto oblegano s strani Turkov. Leta 1480 je cesar Friderik III. Habsburški, ki je bil v sporu s salzburško nadškofijo, mesto zavzel. V istem letu so Turki spet napadli in tokrat osvojili mesto. Po presenečenem napadu Wolfsberškega vicedoma Georga von Schaumburga, bi se ta spet prodal.
Okoli leta 1570 je v Šentandražu ponovno razsajala kuga.
Po tem, ko si je v 17. stoletju, tedanji škof v Šentandražu uredil stalno prebivališče, je bila leta 1647 ustanovljena današnja bazilika Loretske Matere Božje (Maria Loreto). Leta 1873 so ustanovili samostan za mlade dame S. Dominici. Splošno šolo je mesto dobilo leta 1775. Po Napoleonskih vojnah je salzburška nadškofija leta 1803 izgubila svoje premoženje v Šentandražu, ko je bilo celotno posestvo s premoženjem preneseno na avstrijsko državo. Leta 1809 so v kraj prispeli francoski vojaki in ga oropali. Leta 1827 je Šentandraž precej uničil požar. Hudi požari so ponovno izbruhnili v letih 1821, 1865 (pogorelo je 14 hiš) in 1886. Leta 1859 se je končala zgodba o Šentandražu kot škofovskem sedežu. Leta 1872 je bilo ustanovljeno prostovoljno gasilsko društvo in že naslednje leto je mesto prvič dobilo oskrbo z vodo. Leta 1874 so Šentandraž in druga naselja v Labotski dolini zajele hude poplave, pri čemer sta bila poškodovana oziroma porušena oba mostova.
V letih 1914-1918 so bili številni cerkveni zvonovi pretopljeni za vojaške potrebe. V juliju 1934 je prišlo do nasilnih spopadov med nacisti in zvezno vojsko. Leta 1940 so nacisti izgnali jezuite iz škofijskega dvorca. Leta 1945 so ga zasedli Angleži. Danes je v njem negovalni dom. Leta 1972 je prostovoljno gasilsko društvo Šentandraž dobilo nov gasilski dom, ki je bil leta 2007 obnovljen. Leta 1973 so bile občine Eitweg, Fischering, Maria Rojach, Schönweg in St. Andrä združene v velik okraj Šentandraž. 
V avstrijskem energetskem načrtu je bil Šentandraž leta 1976 predvidena lokacija za eno od treh jedrskih elektrarn v Avstriji. Še danes je 25 hektarjev zemljišč rezerviranih za jedrsko elektrarno.

### Cerkvena zgodovina
Leta 1212 je škof Eberhard II. ustanovil avguštinski samostan. Prošt samostana je bil hkrati tudi naddiakon in kasneje še namestnik škofa. 1228 je Eberhard II. ustanovil Škofijo Lavant pri cerkvi svetega Andreja, ki je tako postala stolnica. Od 1318 so lavantinski škofje nosili naslov knezoškof. 
V 17. stoletju je dotedanji škofijski dvorec (nemško Bischofshof) postal stalna škofova rezidenca. Zaradi napoleonskih vojn je Salzburški nadškof leta 1803 v Šentandražu izgubil svoje posesti. Avguštinski samostan so zaradi zadolženosti 1808 zaprli. Leta 1859 se je končala zgodovina Šentandraža kot škofovskega sedeža. Takratni škof Anton Martin Slomšek je dosegel premestitev škofovskega sedeža v Maribor. Koroški del škofije je bil priključen Škofiji Krka, škofovsko rezidenco pa so podarili jezuitskemu redu. Med 1. svetovno vojno so številne zvonove mestnih cerkva pretopili. Leta 1940 so nacisti izgnali jezuite iz njihove škofovske rezidence, 1945 pa so se tam nastanili Angleži. Danes zgradba služi kot dom za ostarele.

## Kultura in znamenitosti
- Stolnica in župnijska cerkev sv. Andreja ima gotski arhitekturni slog. Kot nekdanja stolnica lavantinske škofije je grobišče mnogih škofov. Prvič je bila omenjena leta 890 v listini cesarja Arnulfa kot Lavantam ecclesiam sancti Andreae. V 17. in 19. stoletju je bila večkrat prezidana, povečana, dodani so bili oboki. Prav tako je bil dodan severni zvonik, a v slogu starejšega.
- Bazilika Loretske Matere Božje je ena izmed večjih znamenitosti v Šentandražu. Leta 1647 je dal knezoškof Albert Priamis sezidati majhno kapelo in postaviti visok Marijin kip. Po italijanskem vzoru je z gradnjo cerkve leta 1656 pričel knezoškof Franc Gašper pl. Stadion. Zgrajena je bila povsem v stilu rokokoja. Leta 1665 so dominikanski dogradili samostan. Šestdeset metrov visok zvonik so zgradili leta 1730. Samostan je bil ukinjen leta 1782 z Jožefinskimi reformami. Leta 1785 so nekdanji samostan prodali in zatem je zgradba služila kot pivovarna. Leta 1826 so samostan ponovno posvetili, a je ostal v slabem stanju vse do leta 1868, ko so ga ponovno kupili in obnovili. Današnjo cerkev so zgradili leta 1860 in ko se je škofija preselila v Maribor, so jo prevzeli jezuiti.
- Jezuitski samostan sv. Andreja obsega grad in posestvo Kollegg na pobočju Svinške planine.
- Šentandraško jezero leži med vasema Šentjakob in Mettersdorf.
- Na območju so potekale tri rimske ceste. Pričevanja iz rimskega obdobja je mogoče videti v oboku v preddverju stalnega prebivališča nekdanjega škofa in v kripti župnijske cerkve.
- Nekdanjo škofovsko rezidenco sedaj uporabljajo kot dom za ostarele pod imenom Hiša Elizabetink / Haus Elisabeth. Kot prebivališče škofov je bil zgrajen šele v 17. stoletju. Pred tem so škofje večinoma prebivali v Volšperku, Brežah in Twimbergu. Od 1859 do 1960 je bil dvorec v lasti jezuitov.
- Heimathaus Deiser v St. Ulrichu je hiša z različnimi starodavnimi predmeti in veliko koristnimi informacijami Labotske doline.
- Stara mestna vrata (Tränktor) in mestno obzidje ob nekdanji bolnišnici na zadnji strani hiše in vzdolž Elizabeth Tränkweges, predstavljajo ostanke preteklosti.
- Gotska romarska cerkev svete Marije v Rojah (nemško Maria Rojach) je bila prvič omenjena leta 1314. Nekdanja utrjena cerkev je bila v času turškega obleganja leta 1480 močno poškodovana. Veličasten glavni oltar in stranska oltarja so iz obdobja baroka. Največjo znamenitost predstavlja veličasten poznogotski krilni oltar iz leta 1520.
- Župnijska cerkev sv. Jurija in župnišče v Lammu.